# Primera División 1923 (FUF)
Het seizoen 1923 van de Primera División was het eerste seizoen van deze Uruguayaanse voetbalcompetitie, georganiseerd door de dissidente Federación Uruguaya de Football. Deze voetbalbond werd opgericht door Central FC en CA Peñarol, nadat zij in 1923 uit de competitie waren gezet. Analoog aan deze competitie werd door de Asociación Uruguaya de Football de officiële Primera División georganiseerd. Enkel de competitie van de AUF wordt officieel erkend.

## Teams
Er namen 32 ploegen deel aan de Primera División tijdens dit debuutseizoen. Vijf daarvan hadden vorig jaar op het hoogste niveau gespeeld, waaronder Central FC en CA Peñarol; de oprichters van de FUF. De andere drie clubs speelden dit jaar met twee ploegen mee: eentje in de officiële competitie en eentje in deze competitie. Dit waren Charley FC, CA Lito en Montevideo Wanderers FC. Om deze twee selecties van elkaar te onderscheiden, gebruikte Lito de naam CA Lito Cuadrado en speelde Montevideo Wanderers als Atlético Wanderers FC. Charley speelde niet onder een andere naam.
Vijf andere deelnemende ploegen hadden in het verleden in de Primera División van de AUF gespeeld, maar waren daar inmiddels uit gedegradeerd. Dit waren Colón FC (gedegradeerd in 1909), CA Defensor (1917), Misiones FC (1918), River Plate FC (1920) en Reformers FC (1921). De overige 22 ploegen hadden nog niet op het hoogste niveau gespeeld.
| Club                  | Stad        | Stadion                |
| --------------------- | ----------- | ---------------------- |
| Atlético Wanderers FC | Montevideo  | Estadio Belvedere      |
| Belvedere             | Onbekend    | Onbekend               |
| Bequelo               | Onbekend    | Onbekend               |
| Central FC            | Montevideo  | Parque Ricci           |
| Charley FC            | Montevideo  | Onbekend               |
| Colón FC              | Montevideo  | Onbekend               |
| CA Defensor           | Montevideo  | Onbekend               |
| Firestone             | Onbekend    | Onbekend               |
| Las Piedras           | Las Piedras | Onbekend               |
| CA Lito Cuadrado      | Montevideo  | Onbekend               |
| Livingstone           | Onbekend    | Onbekend               |
| Miguelete FC          | Onbekend    | Onbekend               |
| CS Miramar            | Montevideo  | Onbekend               |
| Misiones FC           | Montevideo  | Onbekend               |
| Olimpia FC            | Montevideo  | Onbekend               |
| CS Oriental Pocitos   | Onbekend    | Onbekend               |
| CA Peñarol            | Montevideo  | Estadio de los Pocitos |
| CA Peñarol del Plata  | Onbekend    | Onbekend               |
| Reformers FC          | Montevideo  | Onbekend               |
| River Plate FC        | Montevideo  | Parque Lugano          |
| Roberto Chery         | Onbekend    | Onbekend               |
| CA Roland Moor        | Onbekend    | Onbekend               |
| CA Rosarino Central   | Montevideo  | Onbekend               |
| San Carlos Taurino    | Onbekend    | Onbekend               |
| Sayago                | Onbekend    | Onbekend               |
| Solferino SC          | Montevideo  | Onbekend               |
| Sportivo Aguada       | Onbekend    | Onbekend               |
| IA Sud América        | Montevideo  | Onbekend               |
| Treinta y Tres        | Onbekend    | Onbekend               |
| Triumph Juniors       | Onbekend    | Onbekend               |
| Uruguay Forever       | Onbekend    | Onbekend               |
| Uruguayo              | Onbekend    | Onbekend               |

## Competitie-opzet
Alle deelnemende clubs speelden eenmaal tegen elkaar (thuis of uit). De ploeg met de meeste punten werd kampioen.
Het kampioenschap was een tweestrijd tussen CA Peñarol, mede-oprichter van de FUF, en Atlético Wanderers FC, de selectie van Montevideo Wanderers die in deze competitie speelde. Hoewel Peñarol de ploeg met de beste aanval was (ze scoorden honderd doelpunten), verloren ze twee duels, waaronder de wedstrijd tegen Atlético Wanderers (2–1). Zelf verloor Wanderers alleen van CA Peñarol del Plata (0–1). Tegen CA Lito Cuadrado speelde Wanderers gelijk, de overige wedstrijden wonnen ze allemaal. Hierdoor werd Atlético Wanderers de eerste kampioen van de FUF, met twee punten voorsprong op Peñarol.
Lito Cuadrado werd derde en Central FC (de andere mede-oprichter van de FUF) eindigde als vierde. Peñarol del Plata was op de vijfde plek de beste ploeg die nooit op het hoogste niveau van de AUF had gespeeld.
De Primera División van de FUF ging volgend seizoen met minder ploegen verder. Vijftien ploegen degradeerden naar de División Intermedia van de FUF. Hekkensluiter van de competitie werd Uruguay Forever. Zij speelden één wedstrijd gelijk en verloren de overige duels, waaronder meerdere door walk-over.

### Kwalificatie voor internationale toernooien
De kampioen kwalificeerde zich voor de Copa Campeonato del Río de la Plata, waarin ze het opnamen tegen de kampioen van de Argentijnse dissidente voetbalbond AAmF. Deze beker is te vergelijken met de Copa Aldao, die in verschillende andere jaren werd gespeeld tussen de kampioenen van Argentinië en Uruguay.

### Eindstand
|     | Club                  | Sp. | W  | G  | V  | Pnt. | DV  | DT | DS  |
| --- | --------------------- | --- | -- | -- | -- | ---- | --- | -- | --- |
| 1.  | Atlético Wanderers FC | 31  | 29 | 1  | 1  | 59   | 75  | 8  | +67 |
| 2.  | CA Peñarol            | 31  | 28 | 1  | 2  | 57   | 100 | 10 | +90 |
| 3.  | CA Lito Cuadrado      | 31  | 23 | 4  | 4  | 50   | 76  | 17 | +59 |
| 4.  | Central FC            | 31  | 22 | 3  | 6  | 47   | 68  | 22 | +46 |
| 5.  | CA Peñarol del Plata  | 31  | 18 | 8  | 5  | 44   | 54  | 21 | +33 |
| 6.  | Colón FC              | 31  | 19 | 5  | 7  | 43   | 58  | 26 | +32 |
| 7.  | CA Rosarino Central   | 31  | 17 | 9  | 5  | 43   | 47  | 27 | +20 |
| 8.  | Olimpia FC            | 31  | 17 | 8  | 6  | 42   | 52  | 28 | +24 |
| 9.  | Misiones FC           | 31  | 16 | 9  | 6  | 41   | 38  | 25 | +13 |
| 10. | IA Sud América        | 31  | 18 | 5  | 8  | 41   | 40  | 34 | +6  |
| 11. | CA Defensor           | 31  | 16 | 6  | 9  | 38   | 45  | 24 | +21 |
| 12. | Roberto Chery         | 31  | 16 | 6  | 9  | 38   | 46  | 38 | +8  |
| 13. | CA Roland Moor        | 31  | 15 | 7  | 9  | 37   | 42  | 39 | +3  |
| 14. | Las Piedras           | 31  | 16 | 4  | 11 | 36   | 40  | 35 | +5  |
| 15. | Uruguayo              | 31  | 13 | 9  | 9  | 35   | 31  | 26 | +5  |
| 16. | CS Oriental Pocitos   | 31  | 14 | 3  | 14 | 31   | 47  | 36 | +11 |
| 17. | Solferino SC          | 31  | 12 | 6  | 13 | 30   | 35  | 28 | +7  |
| 18. | Charley FC            | 31  | 10 | 10 | 11 | 30   | 38  | 33 | +5  |
| 19. | Bequelo               | 31  | 12 | 5  | 14 | 29   | 31  | 39 | –8  |
| 20. | CS Miramar            | 31  | 10 | 6  | 15 | 26   | 30  | 41 | –11 |
| 21. | Sayago                | 31  | 8  | 9  | 14 | 25   | 26  | 37 | –11 |
| 22. | Reformers FC          | 31  | 7  | 6  | 18 | 20   | 19  | 41 | –22 |
| 23. | San Carlos Taurino    | 31  | 5  | 10 | 16 | 20   | 28  | 51 | –23 |
| 24. | Triumph Juniors       | 31  | 5  | 9  | 17 | 19   | 17  | 59 | –42 |
| 25. | Treinta y Tres        | 31  | 6  | 6  | 19 | 18   | 21  | 60 | –39 |
| 26. | River Plate FC        | 31  | 5  | 8  | 18 | 18   | 14  | 56 | –42 |
| 27. | Miguelete FC          | 31  | 5  | 7  | 9  | 17   | 17  | 47 | –30 |
| 28. | Belvedere             | 31  | 6  | 5  | 20 | 17   | 20  | 53 | –33 |
| 29. | Firestone             | 31  | 5  | 6  | 20 | 16   | 17  | 64 | –47 |
| 30. | Livingstone           | 31  | 3  | 9  | 19 | 15   | 14  | 68 | –54 |
| 31. | Sportivo Aguada       | 31  | 1  | 7  | 23 | 9    | 10  | 78 | –68 |
| 32. | Uruguay Forever       | 31  | 0  | 1  | 30 | 1    | 4   | 29 | –25 |

### Legenda
| Kleur | Kwalificatie voor                        |
| ----- | ---------------------------------------- |
|       | Copa Campeonato del Río de la Plata 1923 |
|       | División Intermedia 1924                 |

| Winnaar Primera División 1923  |
| ------------------------------ |
| Atlético Wanderers FC 1e titel |

1900 · 1901 · 1902 · 1903 · 1904 · 1905 · 1906 · 1907 · 1908 · 1909 · 1910 · 1911 · 1912 · 1913 · 1914 · 1915 · 1916 · 1917 · 1918 · 1919 · 1920 · 1921 · 1922 · 1923 · 1924 · 1925 · 1926 · 1927 · 1928 · 1929 · 1930 · 1931 · 1932 · 1933 · 1934 · 1935 · 1936 · 1937 · 1938 · 1939 · 1940 · 1941 · 1942 · 1943 · 1944 · 1945 · 1946 · 1947 · 1948 · 1949 · 1950 · 1951 · 1952 · 1953 · 1954 · 1955 · 1956 · 1957 · 1958 · 1959 · 1960 · 1961 · 1962 · 1963 · 1964 · 1965 · 1966 · 1967 · 1968 · 1969 · 1970 · 1971 · 1972 · 1973 · 1974 · 1975 · 1976 · 1977 · 1978 · 1979 · 1980 · 1981 · 1982 · 1983 · 1984 · 1985 · 1986 · 1987 · 1988 · 1989 · 1990 · 1991 · 1992 · 1993 · 1994 · 1995 · 1996 · 1997 · 1998 · 1999 · 2000 · 2001 · 2002 · 2003 ·  2004 · 2005 · 2005/06 · 2006/07 · 2007/08 · 2008/09 · 2009/10 · 2010/11 ·  2011/12 · 2012/13 · 2013/14 · 2014/15 · 2015/16 · 2016 · 2017 · 2018 · 2019 · 2020 · 2021 · 2022 · 2023